# Dispensationalism

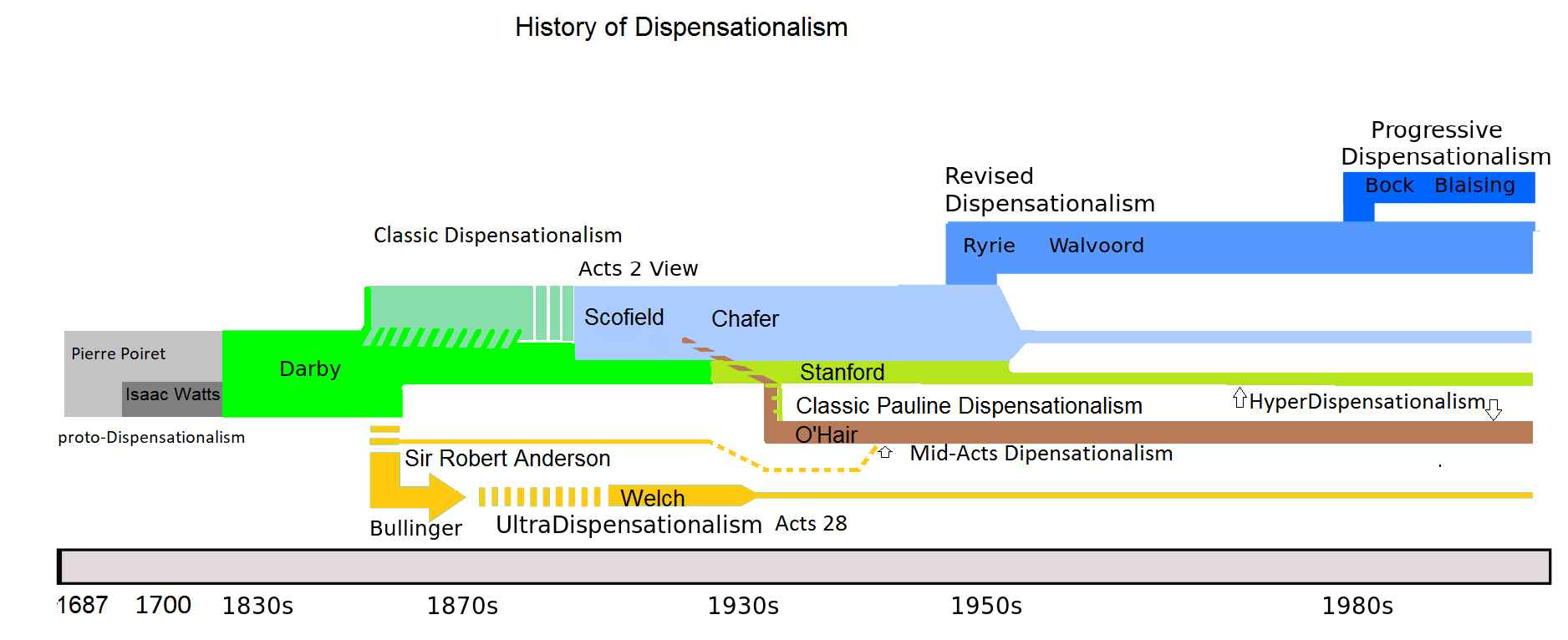
Dispensationalismens historia (på engelska).

Dispensationalism är en historiesyn som växte fram inom anglosaxisk väckelserörelse i slutet av 1800-talet. De menade att Gud har delat in historien i olika ”dispensationer” (tidsåldrar), och att vi lever i en tid då Satan ska komma till makten och regera. Detta ska i sin tur förebåda Kristi återkomst, hans seger över Satan och upprättandet av tusenårsriket. Dispensationalister tror att Gud har en speciell roll för Israel och de tror på kiliasm.
Under 1900-talet har dispensationalismen ofta kombinerats med olika konspirationsteorier, som hävdar att tekniska innovationer, sociala rörelser och internationella samarbeten, håller på att bana väg för en världsregering som kommer att ledas av Antikrist.